# 2MASS J13260399+7023462
2MASS J13260399+7023462 abrégé en 2MASS J1326+7023 est une galaxie elliptique. Cette galaxie elliptique contient l'un des quasars les plus lumineux de l'univers, il est aussi l'un des trous noirs les plus massifs de l'univers — à la neuvième place du classement. Il se situe dans la constellation du Dragon à plus de 3,9 milliards d'années-lumière,,,.

## Caractéristiques de 2MASS J1326+7023

### Luminosité de 2MASS J1326+7023
2MASS J1326+7023 a comme principale caractéristique sa luminosité, il possède une magnitude Gaia de 16,07, ce qui en fait le 16e quasar le plus lumineux connu ayant un décalage vers le rouge supérieur à 2. Une telle luminosité peut s'expliquer par la masse très importante du trou noir au centre du quasar. Cette luminosité du quasar se définit par la vitesse de ses gaz.

### Masse de 2MASS J1326+7023
Les gaz du disque d’accrétion de 2MASS J1326+7023 auraient une vitesse de 262 000 km/s, une telle vitesse nous permet d'estimer la masse de 2MASS J1326+7023,. Le résultat sera de 27 milliards de masses solaires même si les estimations monteraient jusqu'à 50 milliards de masses solaires voire 100 milliards de masses solaires,.